# Молочай дубиновидный
Молоча́й дубинови́дный (лат. Euphórbia cláva) — многолетнее суккулентное древовидное растение; вид рода Молочай (Euphorbia) семейства Молочайные (Euphorbiaceae).
Видовой эпитет «clava» означает дубина, связан с формой ствола и ветвей растения.

## Морфология

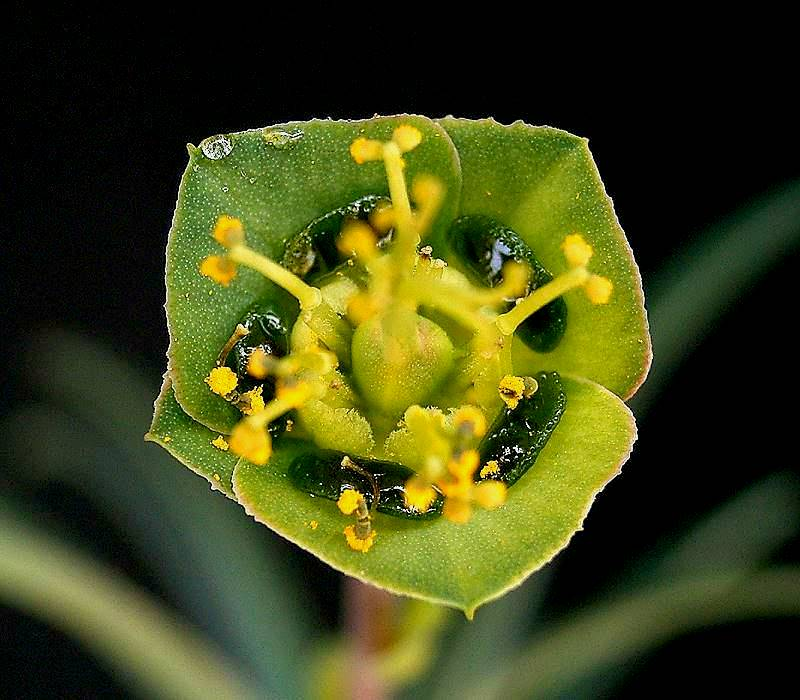
Циатия

Небольшое дерево, имеющее прямой, похожий на дубину, покрытый рядами шестигранных бугорков ствол.
Ствол цилиндрический, ярко-зелёный, простой, ребристый, покрыт рядами шестигранных бугорков 6 мм длиной и 1—1,5 см шириной у основания. Ветви имеют форму дубины. Шипы отсутствуют.
Листья ярко-зелёные, линейные, длинно-заострённые.
Циатии очень привлекательные, свисающие на длинных цветоножках; листочки обёрток от светло-зелёного до пурпурного цвета. Цветёт в конце зимы — весной.
Плод при созревании взрывается и разбрасывает семена на удивительно большое расстояние.

## Распространение
Африка: ЮАР (Капская провинция).
Эндемик Восточной Капской провинции.

## Практическое использование
Выращивается в качестве комнатного декоративного растения. В закрытом помещении растёт хорошо и легко может достигнуть потолка. Не выносит мороза. Может поражаться мучнистым червецом. Размножается черенками.

## Таксономия
|  |                                      |  |                                                             |                                                             |                      |  | ещё 36 семейств (согласно Системе APG II), в том числе Маковые | ещё 36 семейств (согласно Системе APG II), в том числе Маковые |                          |  |  |  | ещё ≈2000 видов |
|  |                                      |  |                                                             |                                                             |                      |  | ещё 36 семейств (согласно Системе APG II), в том числе Маковые | ещё 36 семейств (согласно Системе APG II), в том числе Маковые |                          |  |  |  | ещё ≈2000 видов |
|  |                                      |  |                                                             | порядок Мальпигиецветные                                    |                      |  |                                                                |                                                                | род Молочай (Euphorbia)  |  |  |  |                 |
|  |                                      |  |                                                             | порядок Мальпигиецветные                                    |                      |  |                                                                |                                                                | род Молочай (Euphorbia)  |  |  |  |                 |
|  | отдел Цветковые, или Покрытосеменные |  |                                                             |                                                             | семейство Молочайные |  |                                                                |                                                                | вид Молочай дубиновидный |  |  |  |                 |
|  | отдел Цветковые, или Покрытосеменные |  |                                                             |                                                             | семейство Молочайные |  |                                                                |                                                                |                          |  |  |  |                 |
|  |                                      |  | ещё 44 порядка цветковых растений (согласно Системе APG II) | ещё 44 порядка цветковых растений (согласно Системе APG II) |                      |  |                                                                | ещё >300 родов                                                 | ещё >300 родов           |  |  |  |                 |
|  |                                      |  |                                                             | ещё 44 порядка цветковых растений (согласно Системе APG II) |                      |  |                                                                |                                                                | ещё >300 родов           |  |  |  |                 |